# رضفة ثنائية
الرضفة الثنائية (بالإنجليزية: Bipartite patella)‏ أو (Patella bipartita) ، هي حالة تكون فيها الرضفة مُؤلفة من قطعتين منفصلتين من العظام. تحدث هذه الحالة في حوالي 1-2% من البشر ، و احتمالية حدوثها في الذكور أكبر بتسع مرات من احتماليتها في الإناث.
عادة ماتكون هذه الحالة عَدِيمة الأَعرَاضِ (بالإنجليزية: asymptomatic)‏ و التشخيص الأكثر شيوعا لها أنها «كشف عَرَضي»  ، إلا أن حوالي 2% من الحالات المُكتشفة يصبح لها أعراض (بالإنجليزية: symptomatic)‏.
قد تحدث أيضا حالات الرضفة الثلاثية أو حالات الرضفة متعددة الأجزاء.

## أسبابها
نقصان جزء من الرضفة (patella emarginata) هو أمر شائع خاصة في الجزء الوحشي القريب (العلوي) للرضفة. فتحدث الرضفة الثنائية نتيجةً لتعظّم طبقة غضروفية ثانية في الموقع الذي كان فيه النقصان (emargination).

### الفرضية القديمة
الفرضية القديمة لحدوث الرضفة الثنائية هو أنه بدلاً من أن تلتحم القطعتان في الطفولة المبكرة، تبقى قطعتا الرضفة منفصلتان. ولكن تم رفض هذه الفكرة حديثاً.

## صور اضافية

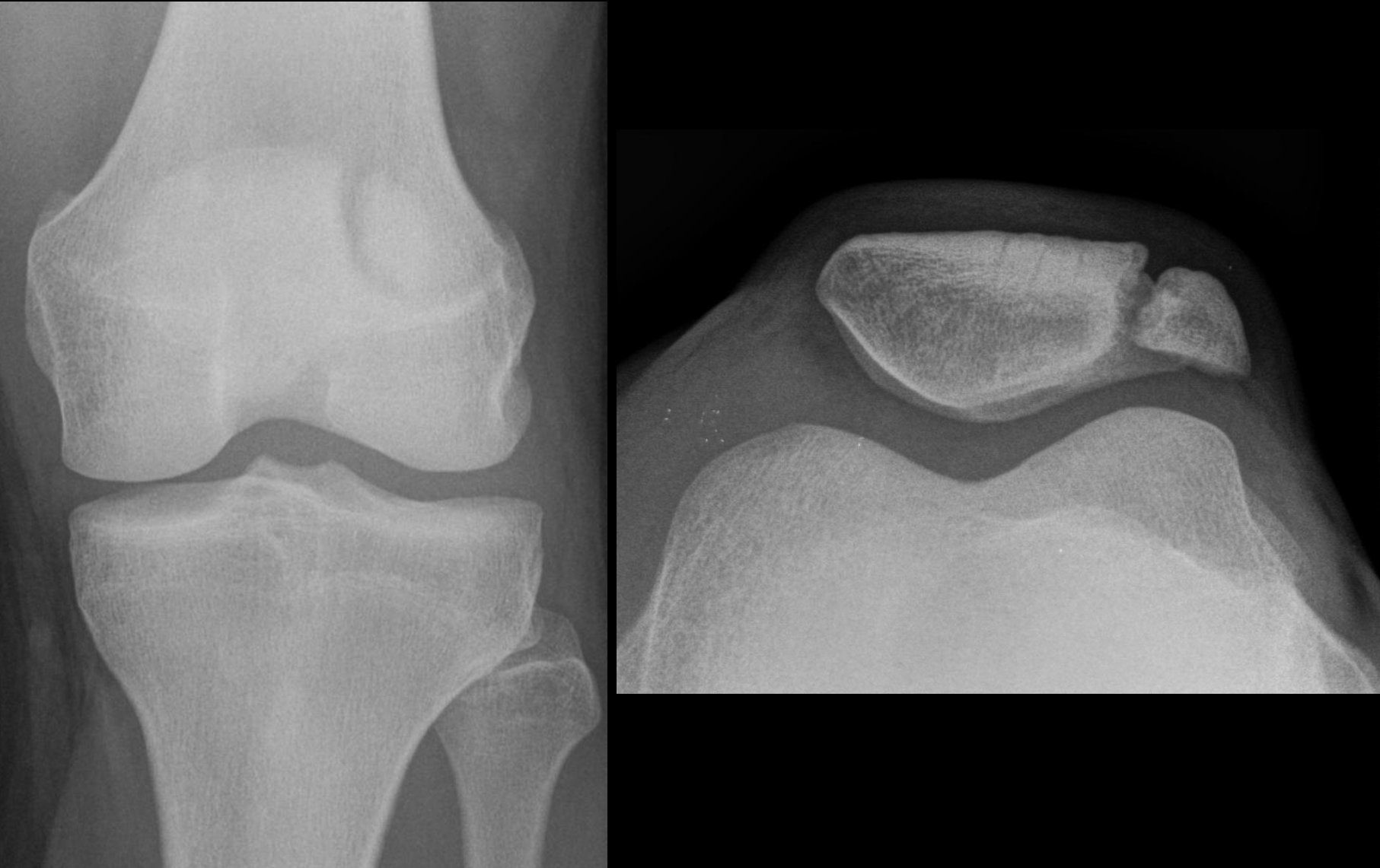
صورة أشعة سينية تُظهر تغير تشريحي في رضفة بشرية : الرضفة الثنائية (بالإنجليزية: Bipartite patella)‏، حيث تنقسم الرضفة إلى قسمين اثنين.